# 東電学園
東電学園（とうでんがくえん）は、東京都日野市にあった東京電力の職業訓練施設である。2012年現在は、職員の研修施設東京電力総合研修センターだけになっており、その施設建物などが建っている。敷地面積は27万4千平方メートル（27.4ヘクタール）。
日野市の「緑の基本計画」でも「緑地保全重点地区」と位置付け、残る敷地半分が樹林地であり、当地が存在する百草丘陵の一連の緑地の重要な構成要素となっている。

## 東電学園高等部
元々は東電学園高等部が1954年から廃止される2006年まで存在し、技術系の職員を毎年送り出してきた。人数は少ないが｢電力業務科｣という事務職の養成と｢電子通信科｣というコンピュータ関係職養成のクラスも有った。
1・2学年時は通常の工業高校の様な授業メイン。3学年で専門クラスにクラス分けする。(希望は2学年時に取り、余程の人数の調整が付かない場合や成績的な問題で希望が通らないケースもある)
【配電科】【発電科(水力・火力・原子力)】【送電科】【電力業務科】【電子通信科(クラスは原子力発電科と同一)】
全寮制で1学年は全員高等部に隣接の｢百草寮｣に全員入寮
2学年は調布市柴崎(最寄り駅は京王線柴崎駅)にある｢大町寮｣に全員入寮し、京王線とバスで通学する
3学年は上記のクラスによって百草寮と大町寮に分かれて寮生活を送る。電力業務科は百草寮になることが多く、配電科は大町寮になる事が多い。発電科や送電科がクラスによってそれぞれ分かれることが多かった
途中、大学部も新設されるが2001年に廃校となっている。配電現場に従事する技術系社員の人材育成機関であった。
卒業後各現場に配属された後も引き続き研修の機会は巡ってくるため、各職場はシミュレータや研修施設を設けている。原子力部門の場合、運転員は社外のBWR運転訓練センターを使用する機会が多く、保修関係者は福島原子力人材開発センターのような施設を使用した。

## アクセス
京王線聖蹟桜ヶ丘駅から京王バス「桜81」東京電力総合研修センター（旧・東電学園）行きにて終点下車。